# フェルナン・ペレーズ
フェルナン・ペレーズ（Fernand Pelez、スペイン名: Ferdinand Emmanuel Pelez de Cordova、1848年1月18日 - 1913年8月7日）はスペイン出身の祖父を持つフランスの画家である。

## 略歴
パリで生まれた。祖父はスペインのコルドバからパリに移ってきた画家で、父親のレイモン・ペレーズ(Raymond Pelez:1815-1874)は画家、イラストレータで、叔父のフェルナン・ペレーズ・ド・コルドバ(Fernand Pelez de Cordova:1820-1899)も画家であった。兄のJean Louis Raymond Pelez de Cordova d'Aguilarもシャリュモー(Chalumeau : 1838-1894)の名前で画家・イラストレータとして活動した。
父親から絵を学んだ後、エコール・デ・ボザールでアレクサンドル・カバネルやアドルフ・イヴォンの学生になった。パリの美術学校(école de la Ville de Paris)で美術教師を務めた。1866年からサロン・ド・パリに歴史画を出展した。1880年代に入って自然主義の画家ジュール・バスティアン＝ルパージュに影響を受けて、貧しい人々の姿を描くようになった。代表作には『物乞いの子供』("enfants mendiants")や『軽業師』(Grimaces et misères: les Saltimbanques）などがある。1896年のサロン・ド・パリに出展するが、審査員にも観覧者にも作品が不評であったことに失望して、作品の制作は続けたが、展覧会に出展することは無くなった。100年ほどたって再発見され、2009年から2010年にパリ市立プティ・パレ美術館で回顧展が開かれた。

## 作品

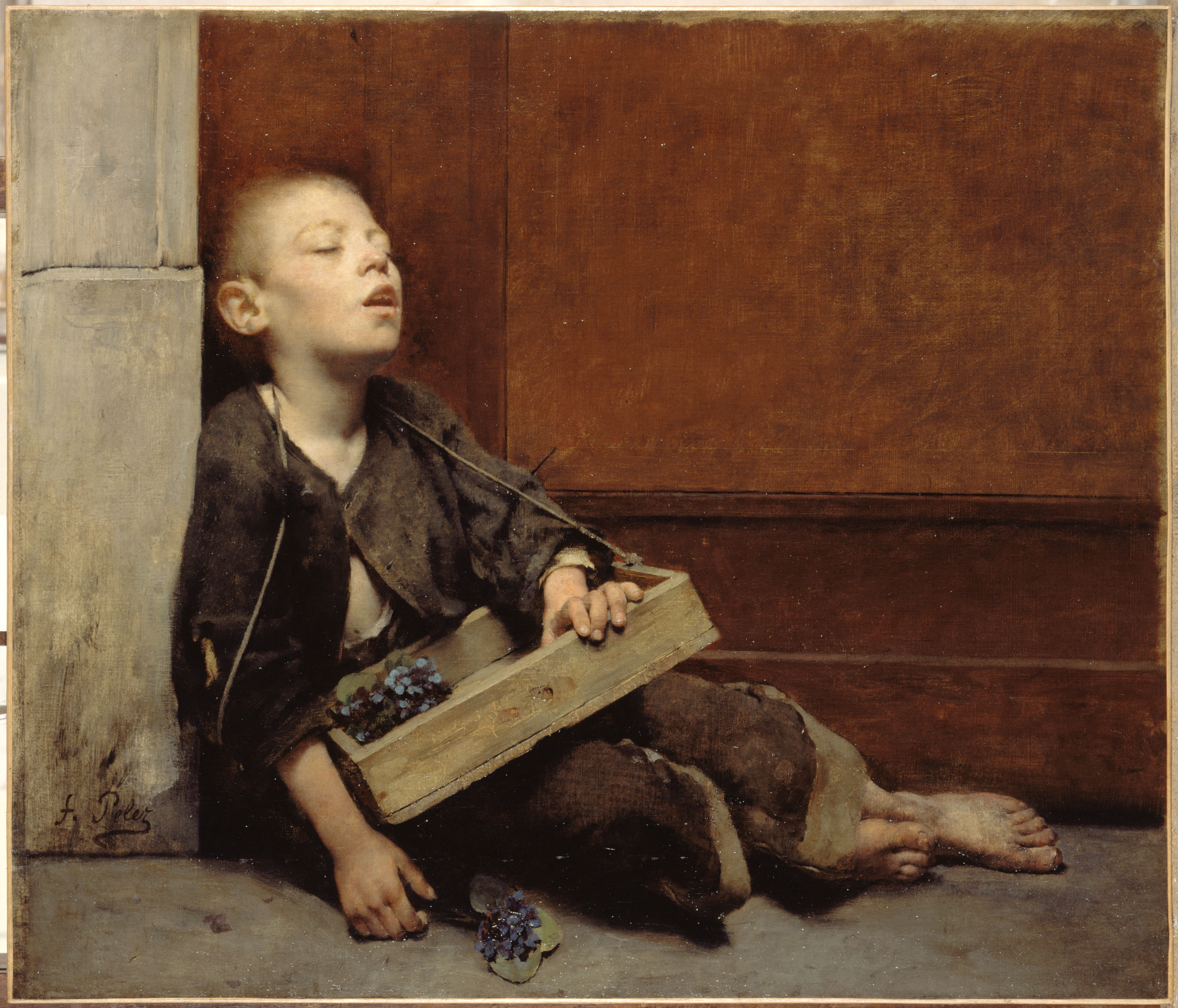
(1885)
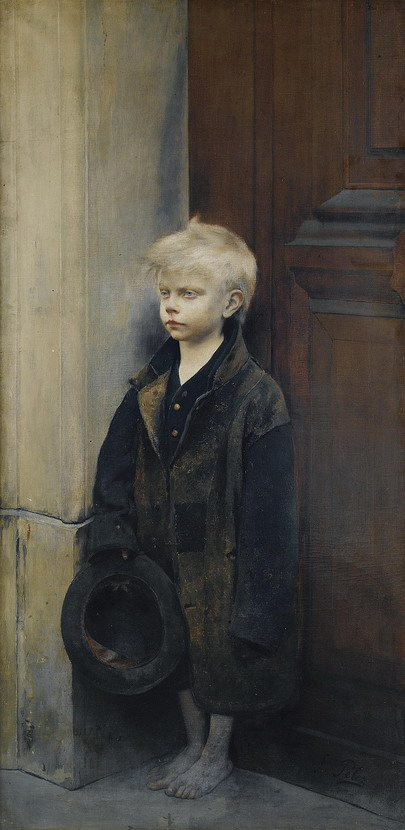
『物乞いの子供』(1888)
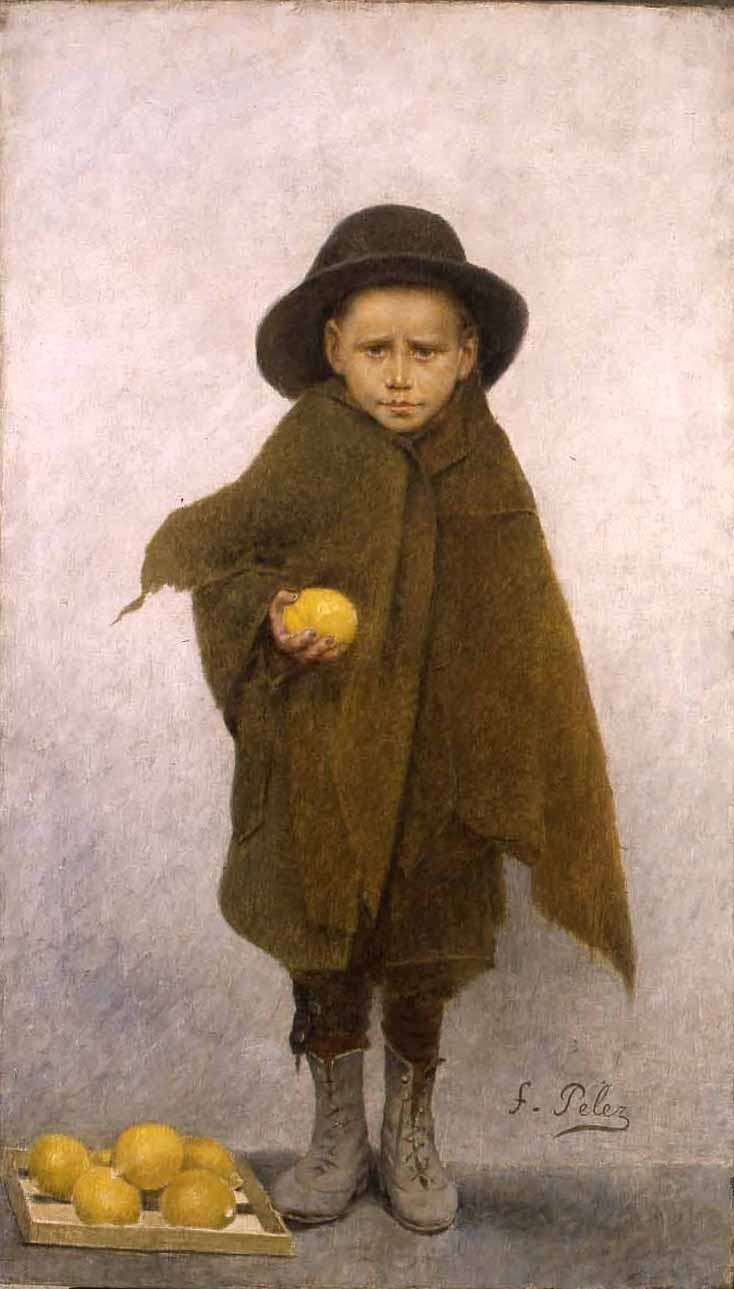
『小さいレモン売り』(c.1895)
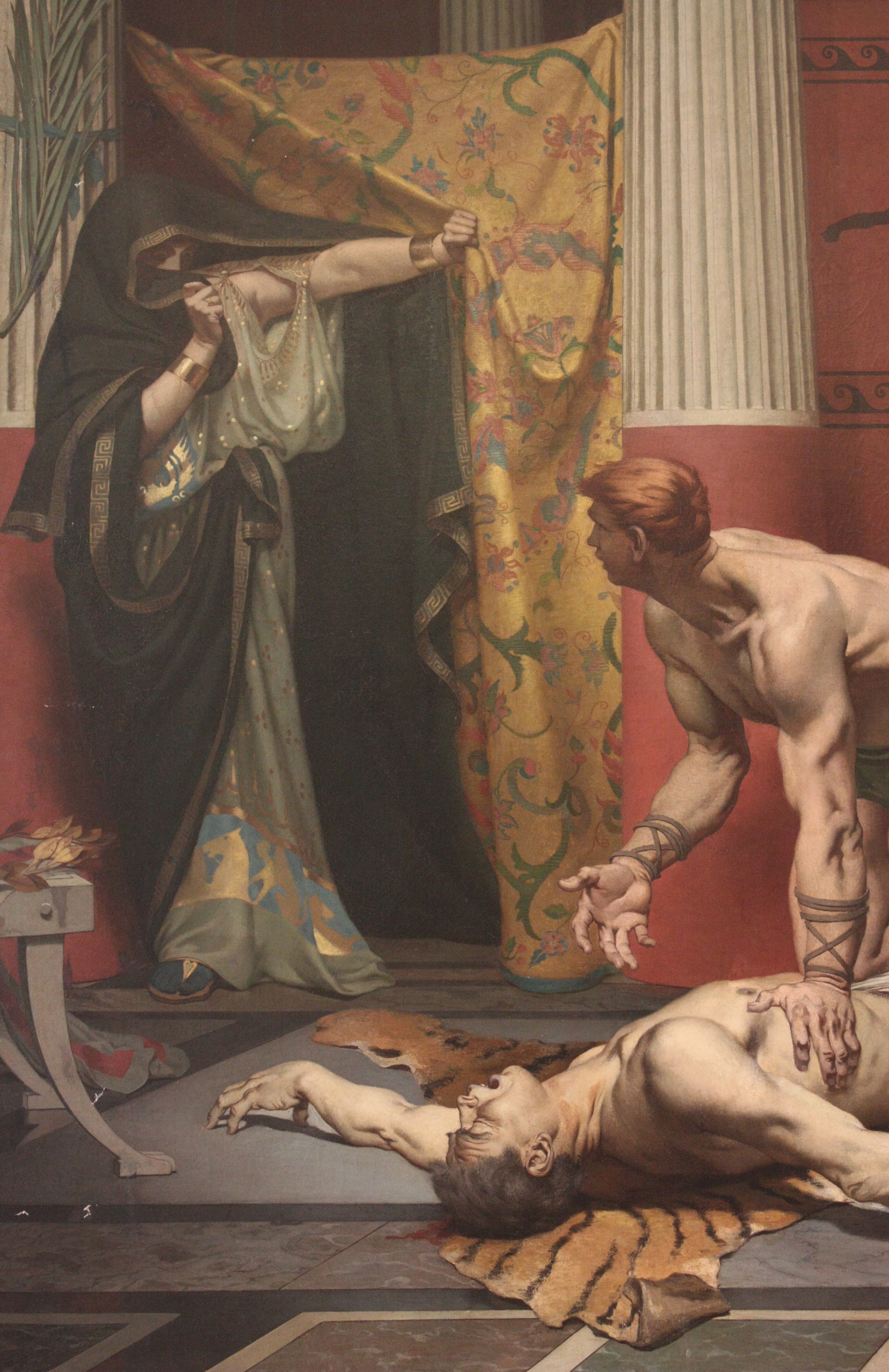
"Mort de Commode"(1879)

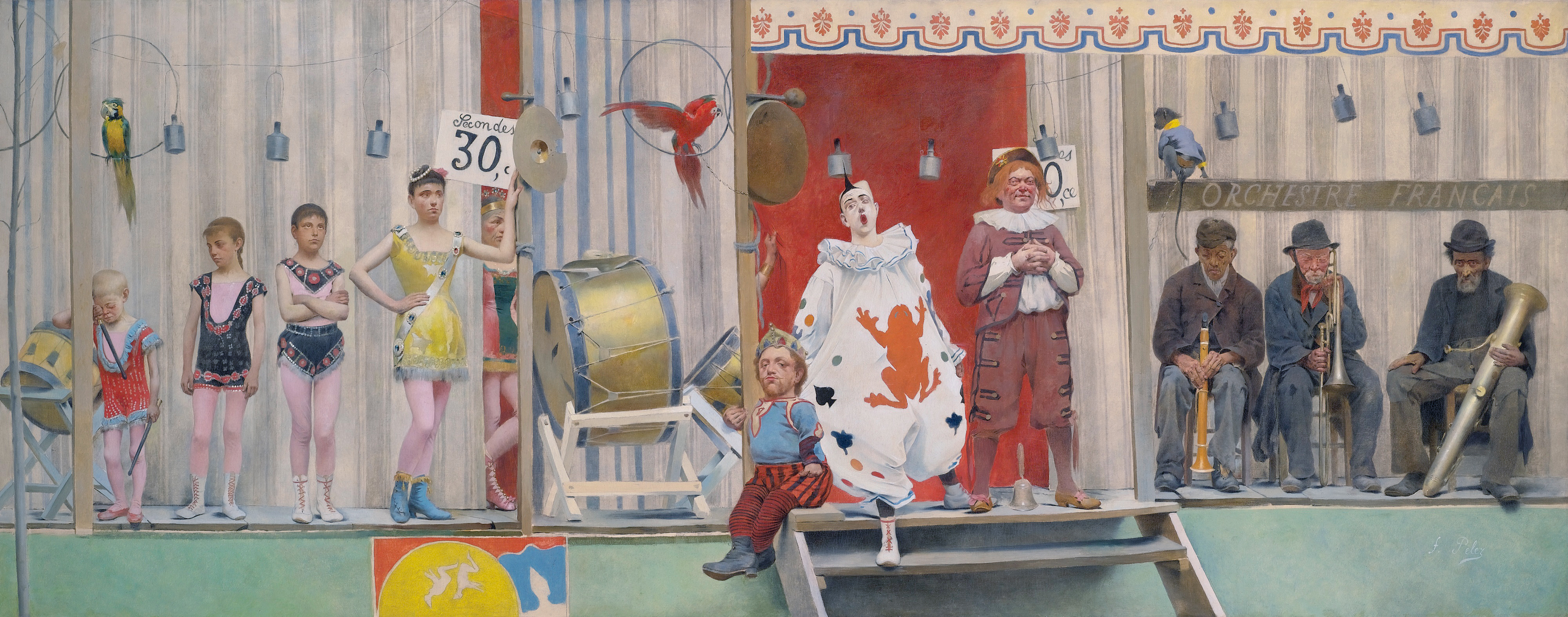
『軽業師』(Grimaces et misères: les Saltimbanques）(1888)
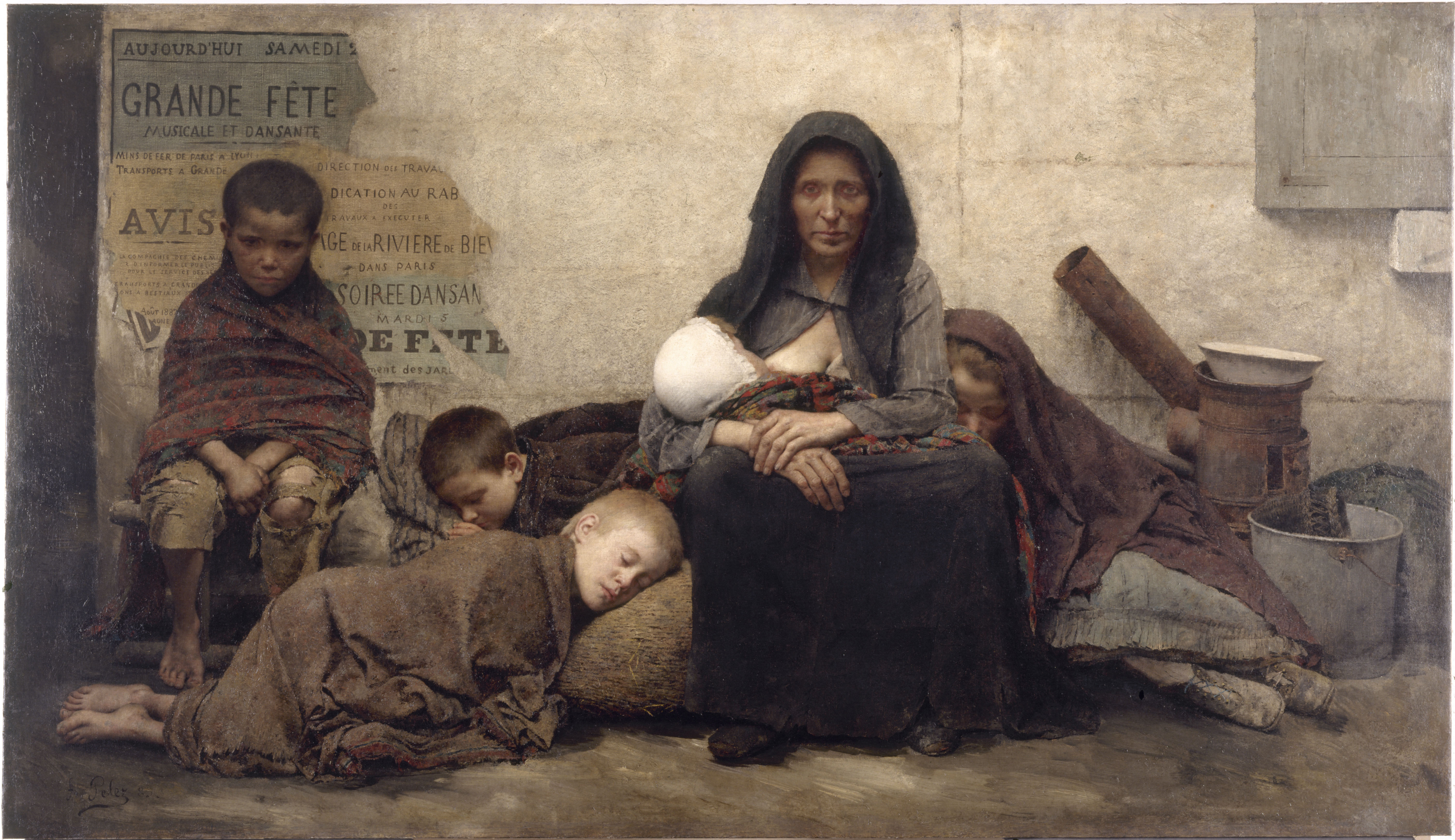
"Sans asile"